# Adrian Popa (fotbalist născut în 1990)
Adrian Popa (n. 7 aprilie 1990, București, România) este un fotbalist român, momentan liber de contract.